# Epimachus
Epimachus és un gènere d'ocells de la família dels paradiseids (Paradisaeidae).

## Taxonomia
Segons la Classificació del Congrés Ornitològic Internacional (versió 2.6, 2010) aquest gènere està format per dues espècies:
- Epimachus fastuosus - Ocell del paradís fastuós.
- Epimachus meyeri - Ocell del paradís de Meyer.